# Menet (település)
Menet település Franciaországban, Cantal megyében. Lakosainak száma 531 fő (2022. január 1.). Menet La Monselie, Le Monteil, Riom-ès-Montagnes, Saint-Étienne-de-Chomeil, Trizac és Valette községekkel határos.

## Népesség
A település népességének változása:
| Lakosok száma | 819  | 653  | 622  | 515  | 538  | 565  | 555  | 532  | 531  | 531  |
|               | 1968 | 1982 | 1990 | 2006 | 2013 | 2015 | 2017 | 2019 | 2020 | 2022 |